# Hynobius retardatus
Espèce
Statut de conservation UICN

 LC  : Préoccupation mineure
Hynobius retardatus est une espèce d'urodèles de la famille des Hynobiidae.

## Répartition
Cette espèce est endémique de Hokkaido au Japon,.

## Description

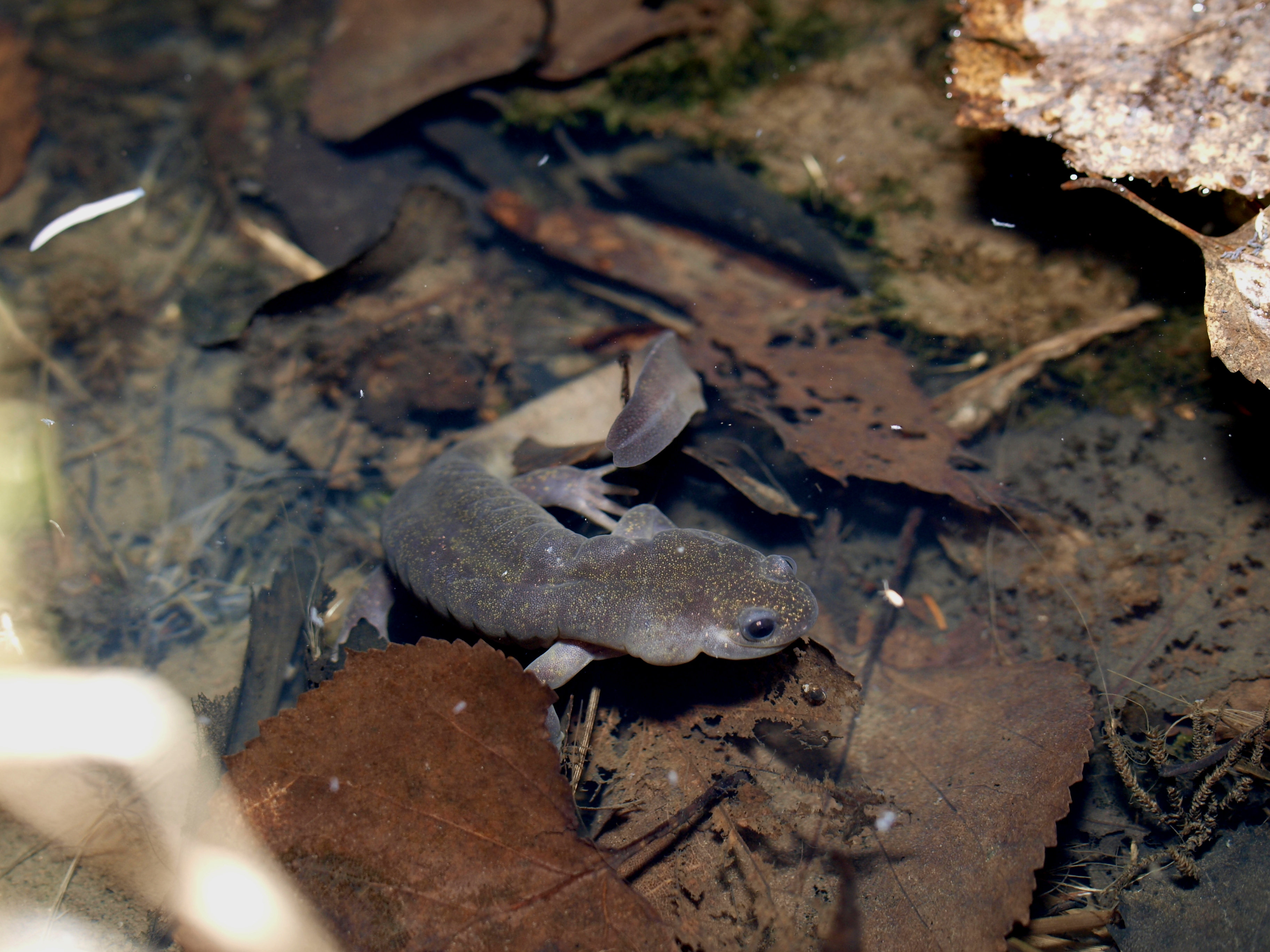
Hynobius nebulosus.

Hynobius retardatus mesure de 60 à 85 mm sans la queue et de 115 à 200 mm de longueur totale.

## Publication originale
- Dunn, 1923 : New species of Hynobius from Japan. Proceedings of the California Academy of Sciences, sér. 4, vol. 12, p. 27-29 (texte intégral).